# Konzervace (psychologie)
Konzervace je v psychologii část vývojového úkolu, který je zpracováván mezi 4. a 7. rokem života. Pojem popsal Jean Piaget, švýcarský filozof, přírodní vědec a vývojový psycholog. Proslavil se studií dětského myšlení a teorií kognitivního vývoje. Proces konzervace popsal jako součást jednoho z vývojových stádií během dětství. Konzervace znamená pochopení, že množství látky zůstává stejné i při změně její formy.

## Vývojová stádia podle Piageta
- Senzomotorické stádium
- Předoperační stádium
- Stádium konkrétních operací
- Stádium formálních operací

## Předoperační stádium
Předoperační stádium (2 až 7 let) je typické tím, že se dítě učí používat jazyk a vytvářet mentální reprezentace objektů pomocí představ a slov. Myšlení je pořád egocentrické a objekty třídí podle jednoho kritéria. Podle Piageta děti v tomto stádiu ještě nejsou schopné konzervace, tedy pochopit, že množství něčeho zůstává stejné, i přesto, že se jeho podoba (tvar) změní. Podle Piageta je to tím, že pro děti tohoto věku jsou primární zrakové dojmy, proto když přelijeme vodu ze široké sklenice do úzké, zdá se dítěti, že je vody více.
Egocentrické myšlení znamená, že dítě je schopno vnímat okolí jen ze svého úhlu pohledu a nedokáže si moc představit, jak okolí vnímají druzí. Předpokládá tedy, že jeho úhel pohledu je jediný možný a tedy správný, proto nedokáže např. konzervovat množství.
Dalším typickým rysem tohoto období je fakt, že dítě do sedmi let neumí soustředit pozornost na dva rysy předmětu najednou. Také nezvládá provádět mentální změny, jako např. představit si přelívání vody z jedné sklenice do druhé a zpátky. Tato omezení způsobují, že mají děti často problém rozlišovat realitu od svých dojmů. Proto, když je v úzké sklenici hladina vody výš než ve sklenici široké, znamená to, že v úzké sklenici je vody víc.

### Zachování počtu
Máme dvě řady mincí, každá řada je tvořena deseti mincemi, které jsou nejprve poskládány přesně za sebou, aby obě řady lícovaly. Následně v jedné řadě zvětšíme rozestupy mezi mincemi, tím se řada natáhne a zdá se delší. Dítě, které nemá ještě zvládnuté proces konzervace, bude tvrdit, že roztažená řada obsahuje mincí více.

### Zachování množství
Máme dvě stejné sklenice. Představme si je nejlépe jako široké nižší sklenice, vhodné např. na whiskey. Ty naplníme tak, aby v obou bylo stejné množství tekutiny. Následně vodu z jedné široké nízké sklenice přelijeme do vyšší a užší nádoby. Hladina vystoupá výš a to je důvod pro dítě, aby usoudilo, že v užší sklenici je vody více. Asi do sedmi let je pro dítě primární zrak a nedovede si představit zpětný proces – tedy přelití vody zpátky do široké sklenice. Dítě, které označí úzkou sklenici jako tu, ve které je více vody, ještě není schopné procesu konzervace.
Dalším příkladem je kulička plastelíny, máme-li dvě stejné kuličky plastelíny a jednu z nich před dítětem rozplácneme na placku, bude nám tvrdit, že ta co je pořád kulička, je větší a hmoty je tam více. Znovu se zde ukazuje primárnost zraku a neschopnost soustředit se na dva rysy předmětu najednou.

## Kritika Piagetovy teorie
Podle Piageta jsou jednotlivá vývojová stádia jasně oddělena a přichází jedno po druhém tak, jak je sám popsal. Dítě musí prve chápat stálost objektu, aby mohlo následně pochopit stálost počtu apod. Piaget ale vymezuje období, kdy tyto schopnosti dítě získává – např. stálost objektu by mělo začít chápat okolo osmého měsíce věku atd. Toto tvrzení však bylo vyvráceno – Piagetova teorie byla potvrzena, ale jen částečně.
Jednotlivá stádia přichází jedno po druhém tak, jak na sebe navazují dle Piageta. Mýlil se však v době jejich příchodu. Každé dítě se vyvíjí jinak rychle a nelze tedy přesně udat věk, ve kterém tyto milníky přicházejí. S další kritikou jeho teorie přišel Siegler (1996) a popsal tzv. teorii překrývajících se vln. Tedy, že jednotlivá stádia se mohou prolínat v závislosti na objektu, o který se jedná. Informace, které jsou pro dítě běžnější, umí zpracovávat dříve, než ty, se kterými se tak často nestýká. Proces konzervace tedy může dítě zvládat, pokud jde o známý objekt, ale nemusí jej zvládnout v situacích, s nimiž dosud nemá zkušenost.